# HD212435
HD212435 — подвійна зоря. 
Ця подвійна система має видиму зоряну величину в смузі V приблизно 9,3.
Вона розташована на відстані близько 891,1 світлових років від Сонця.

## Подвійна зоря
Головна зоря цієї системи належить до хімічно пекулярних зір й має спектральний клас A2.
Інша компонента має спектральний клас Зорі спектрального класу .